# Петерсон, Людмила Георгиевна
Людми́ла Гео́ргиевна Пе́терсон (род. 25 июня 1950) — советский и российский педагог-методист, доктор педагогических наук, профессор кафедры начального и дошкольного образования, ведущий специалист кафедры стратегического проектирования РАГС при Президенте РФ, почётный работник высшего профессионального образования РФ. В 2002 году награждена Премией Президента Российской Федерации в области образования. Директор Центра системно-деятельностной педагогики «Школа 2000…» Академии повышения квалификации и профессиональной переподготовки работников образования.

## Научно-методическая деятельность
Л. Г. Петерсон, начиная с 1975 года, совместно с математиками Наумом Виленкиным и Георгием Дорофеевым участвовала в разработке теоретических основ непрерывного математического образования в системе развивающего обучения. Одной из первых успешных попыток практической реализации системы развивающего обучения стал разработанный Л. Г. Петерсон в 1991—1997 гг. непрерывный курс математики «Учусь учиться» для дошкольников, начальной школы и 5-6 классов средней школы, который нашёл широкое применение в школах Российской Федерации. Ею также подготовлены программы по математике «Ступеньки» и «Учусь учиться», составлены сценарии уроков к учебникам по математике для школьных педагогов. Она являлась научным руководителем учебно-методического комплекса «Перспектива». С 1990-х методику Л. Г. Петерсон стали широко использовать в дошкольном и школьном образовании.
В январе 2004 года в составе Академии повышения квалификации и профессиональной переподготовки работников образования был в качестве структурного подразделения открыт Центр системно-деятельностной педагогики «Школа 2000…». Его директором и научным руководителем стала Л. Г. Петерсон. Научной психолого-педагогической базой работы Центра является дидактическая система деятельностного метода «Школа 2000…», авторский коллектив которой Указом президента РФ № 1178 от 5 октября 2003 года был удостоен Премии Президента Российской Федерации в области образования за 2002 год.
В 2014 году первый зампред Комитета Государственной думы по образованию О. Н. Смолин, отмечал, что по учебникам Петерсон занимались большинство членов сборных команд российских школьников, выступавших на международных математических олимпиадах.

### Учебная программа по математике
Л. Г. Петерсон разработала комплексную программу обучения математике, начиная с детей трёх лет до девятого класса общеобразовательной школы. В отличие от традиционного метода, система Петерсон подразумевает, что до всех решений ребёнок должен дойти сам. Ученикам сначала даётся более сложное задание, чем они могут решить, они высказывают идеи, предлагают варианты и, в конце концов, под руководством педагога заново открывают математические законы. Дети приобретают важные навыки: учатся преодолевать трудности, выходить за рамки готовых решений и изобретать свои, критически оценивать информацию.
С учебниками авторства Людмилы Петерсон работают как специализированные, так и самые обыкновенные государственные школы и детские сады. Её система хорошо продумана и ориентирована на понимание, а не на зазубривание. Упор в программе делается на логику и развитие абстрактного мышления, в результате ученики осваивают навык создавать алгоритмы и выводить формулы самостоятельно, причём не только в математике, но при решении любых задач. Те, кого считали отстающими, начав заниматься по системе Петерсон, зачастую выравниваются и становятся успевающими учениками.
Методику критикуют из-за того, что успех обучения во многом зависит от учителя, поскольку от него требуется вести дискуссию, а не просто объяснять тему, требуется организовывать работу в группах и грамотно строить диалог. Бывает, что учитель хочет работать по этой методике, но оказывается не готов. Одна и та же тема может в разное время прорабатываться на разных уровнях, поэтому, если ребёнок отсутствовал на уроке, просто пролистать учебник назад и прочитать всё пропущенное у него не получится. Иногда дети при знании сложных вещей (например, алгоритмов или теории множеств) могут иметь проблемы с устным счётом. Серьёзные сомнения в том, что компетенция Л. Г. Петерсон как математика достаточна для разработки учебников для классов выше 4-го высказывал председатель подкомиссии РАН по математике академик В. А. Васильев: «По моим уже многолетним наблюдениям, для того, чтобы написать полноценный учебник для n-го класса, необходимо (но, разумеется, не достаточно) свободно владеть материалом за 2,5n или даже 3n классов <…> В частности, эти её учебники для начальной школы почти целиком удовлетворяют вышеописанному правилу 2,5n (в конце начальной школы, однако, приближаясь к опасной грани). В её учебнике за третий класс (см. Приложение 5) ещё сравнительно мало ошибок (причем худшие из них относятся именно к её нововведению — теории множеств — которая если и нужна, то только для наведения строгости, но именно она в этом учебнике излагается с такими нарушениями этой самой строгости, которые сводят на нет любой положительный эффект); в её же учебнике за 4 класс ошибок гораздо больше (я прочитал только первую треть учебника и нашел их примерно столько же, сколько во всем учебнике-3). Однако с каждым новым классом эффект и ощущение „чужого языка“ быстро нарастает.»

## Инцидент с Минобрнауки
Весной 2014 года стало известно, что написанные Л. Г. Петерсон учебники по математике не прошли очередную государственную экспертизу, в результате чего их не внесли в федеральный перечень допущенных учебников на 2014/2015 учебный год. При этом учебники Людмилы Петерсон выдержали научную экспертизу, но были «зарублены» на педагогической, которую делала эксперт Российской академии образования Любовь Ульяхина. Эксперт (известная как автор учебников не по математике, а по русскому языку) посчитала, что «содержание учебника вряд ли призвано воспитывать чувство патриотизма и гордости за свою страну и свой народ», поскольку «герои произведений Дж. Родари, Ш. Перро, братьев Гримм, А. А. Милна, А. Линдгрен, Э. Распе, гномы, эльфы, факиры со змеями, три поросёнка вряд ли призваны воспитывать чувство патриотизма и гордости за свою страну и свой народ».
Решение Минобрнауки вызвало возмущение научного сообщества, учителей и родителей, после чего более 20 тыс. человек подписали петицию за пересмотр федерального перечня школьных учебников. С резкой критикой решения министерства выступил и Общественный совет Минобрнауки. К апрелю 2014 года родители и педагоги собрали более 50 тыс. подписей в поддержку учебников, доказавших свою эффективность, Общественная палата и депутаты Государственной думы требовали от Минобрнауки пересмотреть решение. В СМИ опубликованы подозрения о переделе рынка школьных учебников как причине решения министерства.

## Из библиографии
- Алгебра. 8 класс. Учебник. В 3-х частях. / Людмила Петерсон, Назар Агаханов, Олег Подлипский, Александр Петрович, Марина Рогатова, Борис Трушин. М.: Ювента, 2017. 128 с. Выпуск: 10000. ISBN 9785854296380.
- Петерсон Л. Г., Петрович А. Ю., Подлипский О. К., Агаханов Н. Х. Алгебра. 9 класс. Учебник. В 2-х частях. ФГОС ООО. / ред. Абраров Дмитрий Леонардович. М.: Просвещение/Бином, 2021 г.
- см. также Её труды Архивная копия от 26 ноября 2019 на Wayback Machine в каталоге РГБ.